# Stazione di Striano
La stazione di Striano è una stazione della ferrovia Circumvesuviana, sita nell'omonimo comune.
Si trova sulla ferrovia Napoli-Ottaviano-Sarno.

## Storia
La stazione fu aperta il 28 dicembre 1904 in contemporanea all'inaugurazione della tratta da San Giuseppe Vesuviano a Sarno della linea Napoli-Ottaviano-Sarno. Il progetto definitivo prevedeva che la ferrovia dovesse attraversare Poggiomarino e proseguire per San Marzano sul Sarno, San Valentino Torio e terminare a Sarno, ma le autorità civili di San Marzano sul Sarno non vollero far attraversare il proprio comune dalla ferrovia e allora fu deviata per Striano.

## Strutture ed impianti
La stazione è composta da due binari per il servizio passeggeri.

## Servizi
- Biglietteria
- Accessibilità per portatori di handicap

## Interscambi
La stazione è servita dai treni in servizio sulla relazione Napoli – Ottaviano – Sarno.